# 江川為信
江川 為信（えがわ ためのぶ、1890年6月18日 - 1969年10月20日）は、日本の政治家。衆議院議員（1期）、石川県議会議員（5期）、石川県農業会長。

## 人物
1890年、石川県石川郡額村に生まれる。野々市小学校を卒業。1927年県議選に当選し、1944年に辞職するまでつとめる。その間、石川県名誉職参事会員に5回も選出され、政友会石川支部の幹事長にもなった。また、多年に渡って農政に尽くし、1935年に石川郡農会長に、1943年から1947年までは石川県農業会長も歴任した。

## 経歴
- 1922年 : 北国新聞社政治部長に就任（1927年まで）
- 1927年：石川県会議員選挙に石川郡選挙区に政友会から出馬し当選
- 1928年 : 選挙無効の判決に伴う再選挙に出馬し当選
- 1931年：石川県会議員選挙に石川郡選挙区に政友会から出馬し当選
- 1935年：石川県会議員選挙に石川郡選挙区に政友会から出馬し当選
- 1939年：石川県会議員選挙に石川郡選挙区に政友会から出馬し当選
- 1942年：第21回衆議院議員総選挙に石川県第１区から無所属から出馬し落選
- 1946年：第22回衆議院議員総選挙に無所属から出馬し当選。その後、日本進歩党に入党し院内総務をつとめる。
- 1955年：石川県議会議員選挙に金沢市選挙区に自由党から出馬し当選
- 1961年11月3日 : 政治上の功績により勲四等瑞宝章を受章